# VICA
VICA es un acrónimo utilizado para describir o reflejar la volatilidad, incertidumbre, complejidad y ambigüedad de condiciones y situaciones. La noción de VICA fue creada por la Escuela de Guerra del Ejército de los Estados Unidos para describir la volatilidad, incertidumbre, complejidad y ambigüedad del mundo surgido tras el fin de la Guerra Fría. El término comenzó a utilizarse de forma generalizada en los años 90. Posteriormente ha sido utilizado en los campos de la estrategia empresarial aplicándose a todo tipo de organizaciones.

## Significado
Cada uno de los elementos de VICA sirve para reafirmar la significación estratégica del análisis y predicción VICA, así como la conducta de grupos e individuos dentro de las organizaciones. Discute fallos sistémicos y de comportamiento, que son característicos del fallo organizativo.
- V = Volatilidad. La naturaleza y dinámicas del cambio, y la naturaleza y velocidad de las fuerzas y catalizadores de la modificación.
- I = Incertidumbre. Falta de predictibilidad, perspectivas de sorpresa y sentido de consciencia y comprensión de los eventos.
- C = Complejidad. Multiplicidad de fuerzas, mezcolanza de asuntos, ruptura de causa-efecto y confusión que rodean a la organización.
- A = Ambigüedad. La distorsión de la realidad, potencial para malentendidos y los significados diferentes de las condiciones: confusión de causa y efecto.

Estos elementos constituyen el contexto en el que las organizaciones viven su situación actual y futura y plantean fronteras para la planificación y la dirección política. Aparecen de forma conjunta en formas que, bien complican las decisiones o permiten afinar la capacidad para mirar, planificar y moverse. VICA crea el escenario para la dirección y el liderazgo.
El significado particular y la relevancia de VICA con frecuencia se relaciona con la forma en que la gente contempla las condiciones bajo las que se toman decisiones, planifican, gestionan riesgos y resuelven problemas. En general, las premisas de VICA tienden a afilar la capacidad de las organizaciones para:
1. Anticipar problemas que modifican condiciones
2. Entender las consecuencias de problemas y acciones
3. Entender la interdependencia de las variables
4. Prepararse para desafíos y realidades alternativas
5. Interpretar y aprovechar oportunidades

Para la mayoría de las organizaciones contemporáneas (empresas, ejército, educación, gobiernos, etc.) VICA es un código práctico de consciencia y preparación. Más allá del simple acrónimo es un conjunto de conocimientos acerca de anticipación, evolución e intervención.

## Temas
El fracaso en sí no es una catástrofe, pero la incapacidad para aprender del mismo sí lo es. No es suficiente con formar líderes en competencias "duras" sin identificar aquellos factores que pueden inhibir su capacidad de resiliencia o adaptación, vital para distinguir líderes potenciales de directivos mediocres. Anticipar el cambio como resultado de VICA es una consecuencia de un líder resiliente. La capacidad de los individuos u organizaciones para moverse en un entorno VICA puede ser medida a través de varios parámetros:
1. Gestión del conocimiento
2. Consideraciones sobre la planificación
3. Gestión de procesos y recursos
4. Respuesta funcional
5. Sistemas de recuperación
6. Errores de sistema[5]
7. Errores de conducta[5]

A cierto nivel, la gestión VICA entra en contacto con los valores y objetivos de la empresa. Una empresa preparada y resuelta está comprometida con sus objetivos estratégicos.
La capacidad para el liderazgo VICA en términos estratégicos y operativos depende de una mentalidad bien desarrollada para entender las circunstancias políticas, técnicas y económicas de la realidad en la que se desenvuelve la actividad de las personas, contribuyendo a la sostenibilidad en un mundo complejo.

## Categorización social

### Volatilidad
La volatilidad es el componente "V" de VICA. Es importante diferenciar Volatilidad de un instrumento de Inversión, de la persona Voluble. Este aspecto se refiere a la diferente categorización social situacional de las personas debido a rasgos o reacciones específicas que se destacan durante esa situación particular. Cuando las personas reaccionan / actúan en función de una situación específica, existe la posibilidad de que el público las clasifique en un grupo diferente al de una situación anterior. Estas personas pueden responder de manera diferente a situaciones individuales debido a señales económicas, sociales o ambientales. La idea de que las situaciones causan cierta categorización social se conoce como volatilidad y es uno de los aspectos principales de la teoría de la autocategorización.
Los sociólogos utilizan la volatilidad para comprender mejor cómo se ven afectados los estereotipos y la categorización social en función de la situación actual, así como de cualquier fuerza externa que pueda hacer que las personas perciban a los demás de manera diferente. La volatilidad es la dinámica cambiante de la categorización social en un conjunto de situaciones ambientales. La dinámica puede cambiar debido a cualquier cambio en una situación, ya sea social, técnica, biológica o similar. Se han realizado estudios, pero ha resultado difícil encontrar el componente específico que causa el cambio en la categorización social situacional.

### Incertidumbre
La incertidumbre en el marco de VICA es casi lo que parece: cuando se desconoce la disponibilidad o la previsibilidad de la información en eventos. La incertidumbre a menudo ocurre en entornos volátiles que tienen una estructura compleja que implica interacciones no anticipadas que son significativas en la incertidumbre. La incertidumbre puede ocurrir en la intención de implicar causalidad o correlación entre los eventos de un perceptor social y un objetivo. Situaciones en las que existe una falta de información para demostrar por qué se produce una percepción o disponibilidad informativa, pero la falta de causalidad es donde la incertidumbre es relevante.
El componente de incertidumbre del marco sirve como un área gris y se compensa con el uso de categorización social y / o estereotipos. La categorización social se puede describir como una colección de personas que no tienen interacción pero que tienden a compartir características similares entre sí. Las personas tienen una tendencia a participar en la categorización social, especialmente cuando hay una falta de información sobre el evento. La literatura sugiere que existen categorías predeterminadas que tienden a asumirse en ausencia de datos claros al referirse al género o raza de alguien en la esencia de una discusión.
Muchas veces los individuos asocian el uso de referencias generales (por ejemplo, personas, ellos, un grupo) con el género masculino, es decir, personas = masculino. Esta instancia ocurre a menudo cuando no hay suficiente información para distinguir claramente el género de alguien. Por ejemplo, cuando se discute una información escrita, la mayoría de las personas asumirán que el autor es un hombre. Si el nombre de un autor no está disponible (falta de información) es difícil determinar el sexo del autor a través del contexto de lo que se escribió. Las personas etiquetarán automáticamente al autor como un hombre sin tener una base previa de género, lo que coloca al autor en una categoría social. Esta categorización social ocurre en este ejemplo, pero la gente también asumirá que alguien es un hombre si el género no se conoce también en muchas otras situaciones.
La categorización social ocurre no solo en el género sino también en la raza. Se pueden hacer suposiciones predeterminadas, como en el género, a la raza de un individuo o un grupo de personas basadas en estereotipos conocidos anteriores. Por ejemplo, las combinaciones de carrera-ocupación como un jugador de baloncesto o un jugador de golf recibirán suposiciones de la carrera. Sin información sobre la raza del individuo, se asumirá que un jugador de baloncesto es negro y que un jugador de golf se asumirá que es blanco. Esto se basa en estereotipos debido a la mayoría de las razas en cada deporte, pero en realidad, hay otras razas dentro de cada deporte.

### Complejidad
La complejidad es el componente "C" de VICA, que se refiere a la interconectividad e interdependencia de múltiples componentes en un sistema. Al realizar una investigación, la complejidad es un componente que los académicos deben tener en cuenta. Los resultados de un entorno deliberadamente controlado son inesperados debido a la interacción no lineal e interdependencias dentro de diferentes grupos y categorías.
En un aspecto sociológico, el marco VICA se utiliza en la investigación para comprender la percepción social en el mundo real y cómo esto juega un papel en la categorización social, así como en los estereotipos. Artículo de Galen V Bodenhausen y Destiny Peery Categorización social y estereotipos in vivo: El desafío VICA, se centró en investigar cómo las categorías sociales impactaron el proceso de percepción y cognición social. La estrategia utilizada para realizar la investigación es manipular o aislar una sola identidad de un objetivo mientras se mantienen constantes todas las demás identidades. Este método crea resultados claros de cómo una identidad específica en una categoría social puede cambiar la percepción de otras identidades, creando así estereotipos.
Hay problemas con la categorización de la identidad social de un individuo debido a la complejidad de los antecedentes de un individuo. Esta investigación no aborda la complejidad del mundo real y los resultados de esto resaltaron una imagen incluso excelente sobre la categorización social y los estereotipos. La complejidad agrega muchas capas de diferentes componentes a la identidad de un individuo y crea desafíos para los sociólogos que tratan de examinar las categorías sociales. En el mundo real, las personas son mucho más complejas en comparación con un entorno social modificado. Los individuos se identifican con más de una categoría social, lo que abre la puerta a un descubrimiento más profundo sobre los estereotipos. Los resultados de las investigaciones realizadas por Bodenhausen revelan que hay ciertas identidades que son más dominantes que otras. Los perceptores que reconocen estas identidades específicas se aferran a ellas y asocian su noción preconcebida de tal identidad y hacen suposiciones iniciales sobre los individuos y, por lo tanto, crean estereotipos.
Por otro lado, los perceptores que comparten algunas de las identidades con el objetivo adquieren una mentalidad más abierta. También toman en consideración más de una identidad social al mismo tiempo y esto también se conoce como efectos de categorización cruzada. Algunas categorías sociales están integradas en una estructura categórica más amplia, lo que hace que esta subcategoría sea aún más crucial y sobresaliente para los perceptores. La investigación sobre categorización cruzada revela que se pueden activar diferentes tipos de categorías en la mente del perceptor social, lo que causa efectos tanto positivos como negativos. Un resultado positivo es que los perceptores tienen una mentalidad más abierta a pesar de otros estereotipos sociales. Tienen más motivación para pensar profundamente sobre el objetivo y ver más allá de la categoría social más dominante. Bodenhausen también reconoce que los efectos de categorización cruzada conducen a la invisibilidad social. Algunos tipos de identidades cruzadas pueden disminuir la notoriedad de otras identidades, lo que puede hacer que los objetivos se sometan a una "invisibilidad interseccional" donde ninguna de las identidades sociales tiene un componente distinto y se pasa por alto.

### Ambigüedad
La ambigüedad es el componente “A” de VICA. Este aspecto se refiere a cuando el significado general de algo no está claro, incluso cuando se proporciona una cantidad adecuada de información. Muchos se confunden sobre el significado de la ambigüedad. Es similar a la idea de incertidumbre pero tienen diferentes factores. La incertidumbre ocurre cuando la información relevante no está disponible y es desconocida, y la ambigüedad cuando está disponible la información relevante pero aun así se desconoce el significado general. Tanto la incertidumbre como la ambigüedad existen en nuestra cultura actual. Los sociólogos usan la ambigüedad para determinar cómo y por qué se ha desarrollado una respuesta. Los sociólogos se centran en detalles como si había suficiente información presente, y si el sujeto tenía la cantidad de conocimientos necesarios para tomar una decisión. y por qué llegó a su respuesta específica.
La ambigüedad lleva a las personas a asumir una respuesta, y muchas veces esto lleva a asumir la raza, el género e incluso puede conducir a estereotipos de clase. Si una persona tiene alguna información pero aún no tiene la respuesta general, la persona comienza a asumir su propia respuesta en función de la información relevante que ya posee. Por ejemplo, como menciona Bodenhausen, es posible que en ocasiones nos encontremos con personas lo suficientemente andróginas para que sea difícil determinar su género, y al menos un estudio sugiere que, con una exposición breve, los individuos andróginos a veces se pueden clasificar incorrectamente en función de las características atípicas del género. (Cabello muy largo, para un hombre, o cabello muy corto, para una mujer. En general, la ambigüedad conduce a la clasificación de muchos. Por ejemplo, puede llevar a asumir la orientación sexual. A menos que una persona sea abierta acerca de su propia orientación sexual, las personas asumirán automáticamente que son heterosexuales. Pero si un hombre posee cualidades femeninas o una mujer posee cualidades masculinas, se las puede representar como homosexuales o lesbianas. La ambigüedad conduce a la categorización de las personas sin mayores detalles importantes que podrían conducir a unas conclusiones falsas.
Los sociólogos creen que la ambigüedad puede conducir a estereotipos raciales y discriminación. En un estudio realizado en Sudáfrica por tres sociólogos, los ciudadanos blancos de Sudáfrica miraron imágenes de rostros de raza mixta y tuvieron que decidir si estos rostros eran europeos o africanos. Debido a que los sujetos de la prueba eran todos blancos, tuvieron un difícil problema al definir estas caras de raza mixta como europeas y consideraron que todas eran africanas. La razón por la que hicieron esto es por la ambigüedad. La información que estaba disponible era el tono de piel de las personas en las imágenes y las cualidades faciales que poseían. Con esta información, los sujetos de prueba tenían toda esa información disponible, pero aún no tenían la respuesta segura. Ellos asumieron en general que porque no se parecían exactamente a ellos, entonces no podían ser europeos.